# 直島航
直島 航（なおしま わたる、1963年 - ）は、日本の写真家。直嶋 航とも表記される。「nwA」という名前で活動することがある。
「観覧写」として各地の観覧車のある風景の作品群を中心に、スナップや心象風景を表現する作品を発表しているシリアス・フォトグラファー、詩人、美術家。
「観覧写」は直島の造語だが、当初は「観覧車のある情景」と言っていた。
写真のタイトルを、短い詩で表現することがある。（「いつまでたっても　どれだけ経っても　まだ」など）
八戸の市民写真展に特別出典していた。（震災の詩と、八戸公園の観覧「写」を出品）
天井から写真の額を吊り下げたり、額と額をワイヤーで繋いで鉄骨を表現するなどしたうえで、観覧車をイメージした円形に配列する展示を行うことがある。

## 経歴など
大阪在住。詳細は不明。表記は、直「嶋」航の場合もある。
小品に「摺航」の刻印を入れることがある。
2005年以降、定期的に展覧会等で作品を発表。
日本全国の観覧車の表情を追った「観覧写シリーズ」の制作を現在も継続中。
当初は、街角の人々のスナップ写真が中心だった。
- 2005年頃　初個展
- 2008年　“For Rent! For Talent! 4”(三菱地所アルティアム 福岡)出品
- 2009年　個展「節気　直島航写真展」（5.27-6.9　ニコンプラザ大阪）
- 2009年　Artcompe X'（7月および12月　The Artcomplex Center of Tokyo)出品
- 2011年　個展「切片　直島航写真展」（1.11-1.20　ニコンプラザ大阪）
- 2012年　直嶋航写真展「 東北/觀覽'写'」（12月14日(金) ～12月19日(水)東北工業大学一番町ロビー 　仙台市青葉区）
- 2013年　個展「候（こう）　直島航写真展」（4.1-4.10　ニコンプラザ大阪）
- 2015年　直嶋航写真展「憧憬（しょうけい）- 消えた観覧車たち」(8月1日(土)-10日(月)ニコンプラザ大阪）

## 年譜
・2012年3月末までに、約170基を撮影した。（出典：2012年3月30日付日本経済新聞）・「あと数基で日本の観覧車は撮影し終わる」（談）

## 出演番組
BSプレミアム ボクの観覧写～下界からセンチメンタルな思いをこめて
2012年2月17日(金)11:45～放映

## 著書
- 「廻環」（私家版 2007）
- 「白瞬-観覧『写』[snow moment - Ferris Wheel]（Asukanet Publishing 2013）